# Castilleja mendocinensis
Castilleja mendocinensis är en snyltrotsväxtart som först beskrevs av Alice Eastwood, och fick sitt nu gällande namn av Francis Whittier Pennell. Castilleja mendocinensis ingår i släktet målarborstar, och familjen snyltrotsväxter. Inga underarter finns listade i Catalogue of Life.